# Enns (flod)

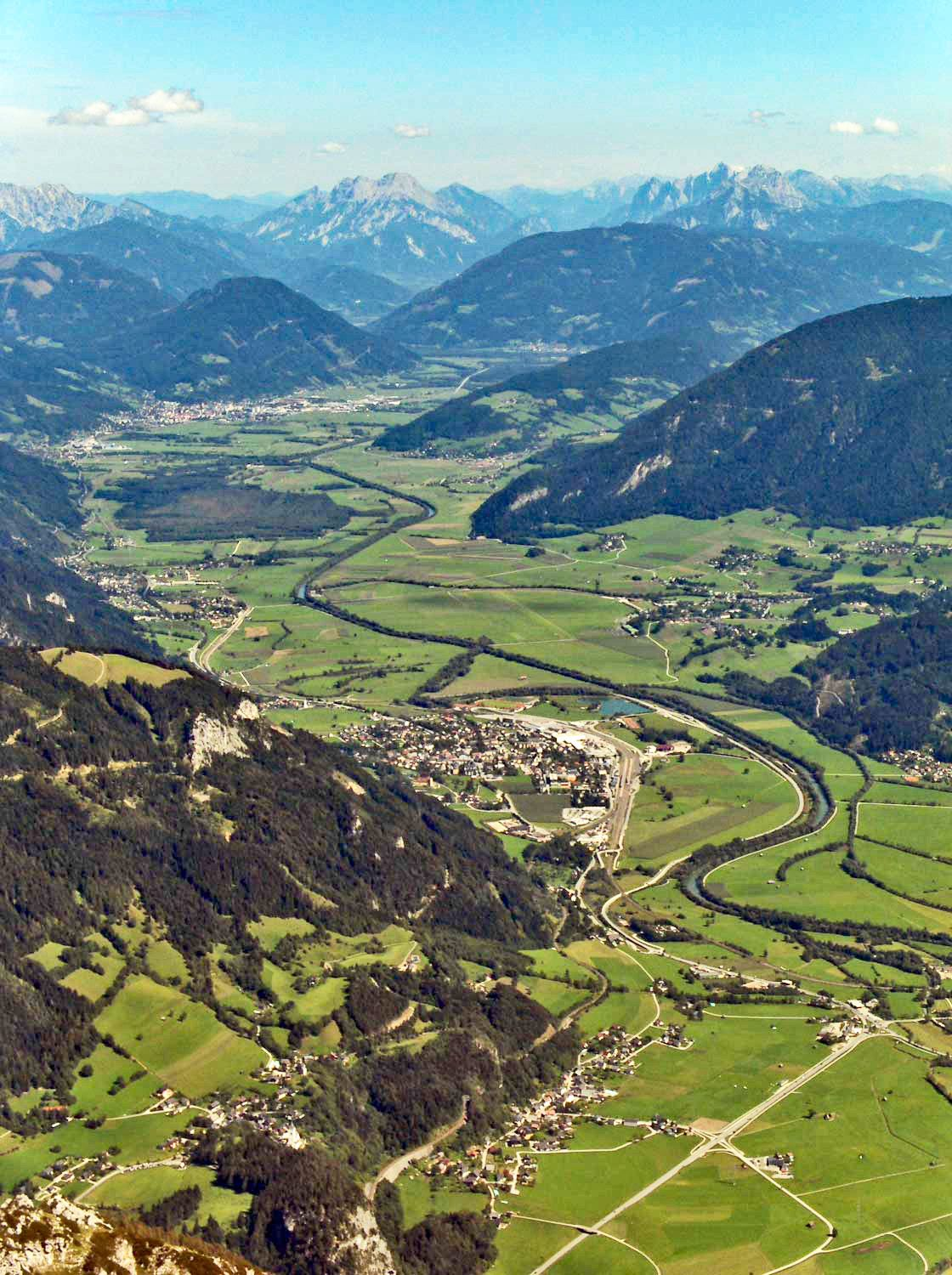
Ennstal.

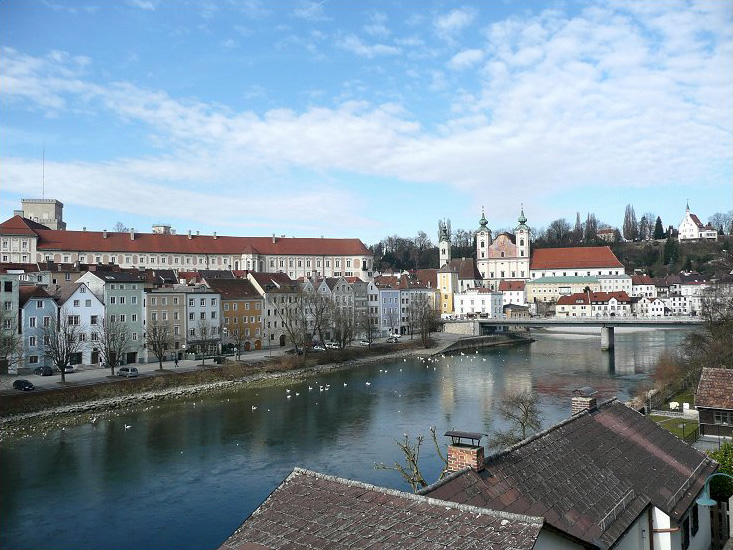
Enns genom staden Steyr

Floden Enns är en österrikisk biflod till floden Donau. Den är 254 km lång.
Floden Enns rinner upp i fjällområdet Radstädter Tauern i förbundslandet Salzburg. Därifrån flyter den mot öster genom norra Steiermark och bryter genom kalkalperna (Ennstaler Alpen) i en 15 km lång ravin (s.k. Gesäuse). Därefter vänder floden mot norr och når förbundslandet Oberösterreich. Norr om Steyr utgör floden Enns gränsen mellan förbundsländerna Oberösterreich och Niederösterreich och mynnar vid staden Enns i Donau. Vid mynningen är medelvattenföringen 201 m³/s.
Större tillflöden är Palten, Salza och Steyr.
Floden Enns har 10 kraftverk som tillsammans producerar 345 Megawatt. 
Vid floden Enns ligger städerna Schladming och Liezen (i Steiermark) samt Steyr och Enns (i Oberösterreich)